# Rocky Siberie
Richmar Siberie (nacido el 24 de marzo de 1982) es un futbolista internacional de Curazao y se desempeña en el terreno de juego como delantero, su actual equipo es el A.S.D. Pro Settimo & Eureka de Italia.

## Trayectoria
- CRKSV Jong Colombia  1997-1998

- Cambuur Leeuwarden  2003-2004

- FC St. Pauli  2004-2005

- NK Maribor  2005-2006

- Valletta Football Club  2007-Préstamo

- FC Dordrecht  2008-2010

- A.S.D. Pro Settimo & Eureka  2010-presente